# Стригинский мост
Стригинский мост (Доскинский) — автодорожный мост через Оку на Южном обходе Нижнего Новгорода федеральной трассы М7 (E 22). Из нижегородских мостов построен седьмым и расположен выше всех по течению Оки. По сути, представляет собой дублёр Мызинского моста.

## История
Строительство завершено в 1993 году Мостоотрядом № 1.
Количество полос для движения − 4, класс дороги − автомагистраль.
Плановый ремонт моста проводился в 2007 году, в 2023-2024 годах ведётся капитальный ремонт без закрытия движения.